# El reino de la noche
El reino de la noche (en inglés The Night Land) es una novela de horror fantástico del escritor inglés William Hope Hodgson, publicada por primera vez en 1912. Como obra de fantasía, pertenece al subgénero de "Tierra moribunda" ("Dying Earth"). Hodgson también publicó una versión mucho más corta de la novela, titulada El sueño de X (The Dream of X, 1912).
El reino de la noche fue reeditada en rústica en julio de 1972 por Ballantine Books, que volvió a publicar el trabajo en dos partes, como los volúmenes 49 y 50 de su serie Ballantine Adult Fantasy.

## Contenido
El ensayo de H. P. Lovecraft El horror sobrenatural en la literatura describe la novela como "una de las piezas de imaginación macabra más potentes jamás escritas".
Clark Ashton Smith escribió: "En toda la literatura hay pocas obras tan absolutamente notables, tan puramente creativas, como El reino de la noche. Cualesquiera que sean las fallas que pueda tener este libro, por desmesurado que parezca, impresiona al lector como la última saga de un cosmos que perece, la última epopeya de un mundo asediado por la noche eterna y por el engendro invisible de la oscuridad. Solo un gran poeta podría haber concebido y escrito esta historia; y tal vez no sea ilegítimo preguntarse cuánto de la profecía real puede haberse mezclado con la poesía".
Cuando se escribió el libro, se desconocía la naturaleza de la fuente de energía que alimenta a las estrellas. Lord Kelvin había publicado cálculos basados en la hipótesis de que la energía provenía del colapso gravitacional de la nube de gas que había formado el sol y estableció que este mecanismo le daba al Sol una vida de solo unas pocas decenas de millones de años. A partir de esta premisa, Hodgson escribió una novela que describe un tiempo, millones de años en el futuro, en el que el Sol se ha oscurecido.

## Edición en castellano
- El reino de la noche. Hermida Editores, 2015. ISBN 9788494360619.
- El reino de la noche. Colección Gótica 105. Editorial Valdemar, 2016. ISBN 97884-7702-843-7.